# Astragalus tribuloides
Astragalus tribuloides är en ärtväxtart som beskrevs av Alire Raffeneau Delile. Astragalus tribuloides ingår i släktet vedlar, och familjen ärtväxter. Inga underarter finns listade i Catalogue of Life.